# The Stray Gators
The Stray Gators fue un grupo de country rock integrado por músicos de sesión y formado para la grabación del álbum de estudio de Neil Young Harvest (1972). El grupo estuvo formado por Jack Nitzsche al piano, Ben Keith al pedal steel guitar, Tim Drummond al bajo y Kenny Buttrey a la batería.
Tras la publicación de Harvest, The Stray Gators también participaron en la grabación del sencillo «War Song», acreditado a Young y Graham Nash, así como en descartes de las sesiones de Harvest que fueron publicadas en la banda sonora Journey Through the Past. En 1973, respaldaron a Young en la gira Time Fades Away, si bien Buttrey fue reemplazado por el batería Johnny Barbata. El grupo se disolvió a mitad de la gira cuando Young puso fin abrupto a los conciertos, si bien sus componentes continuaron trabajando con Young por separado. 
En 1992, el grupo volvió a reunirse para grabar Harvest Moon, con Spooner Oldham en sustitución de Nitzsche, que solo participó como arreglista de la canción «Such a Woman». Posteriormente participaron en la grabación del álbum debut de Jewel, Pieces of You, grabado en el estudio personal de Young.